# تيري ويليام
تيري ويليام (8 أكتوبر 1936 في المملكة المتحدة - ) (بالإنجليزية: Terry Hale)‏ هو لاعب كريكت بريطاني. لعب مع Cambridgeshire County Cricket Club ‏ والمقاطعات الوطنية للكريكيت الإنجليزي والويلزي ‏.

## وصلات خارجية
- تيري ويليام على موقع إي آس بي آن كريك إنفو (الإنجليزية)